# カーキ色

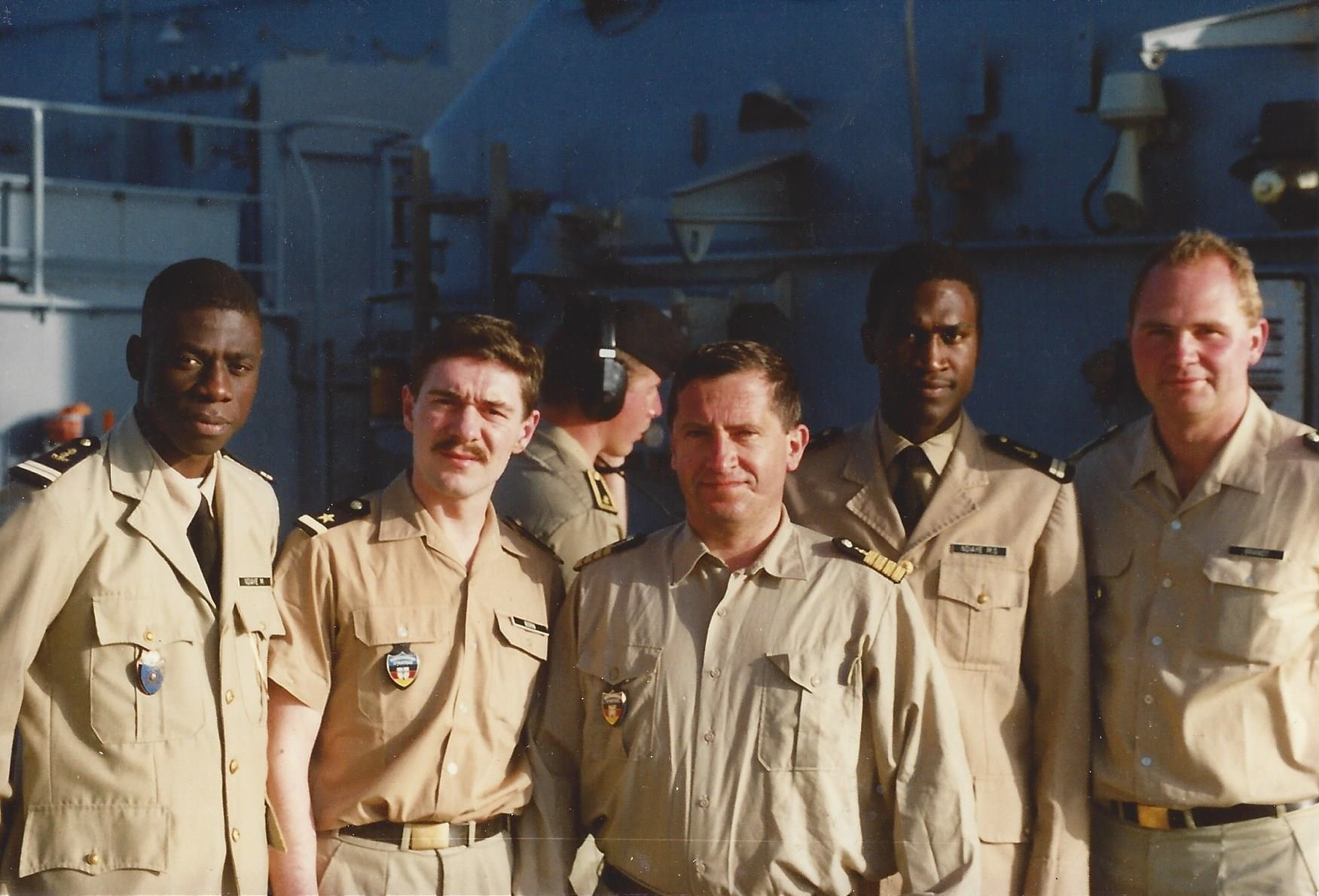
カーキ色の軍服を身に纏った将兵（ドイツおよびセネガル海軍）

カーキ（英語：Khaki）とは「土埃」を意味する言葉で、主として軍服に用いられる淡い茶系色を指す。古くは泥濁色と訳す文献もある。

## 語源
英語の「khaki」はヒンディー語の「ख़ाकी、khākī」（土埃色の）の借入語。これは更にペルシャ語の「خاک、khāk」（土埃）からの借入語である。

## 定義

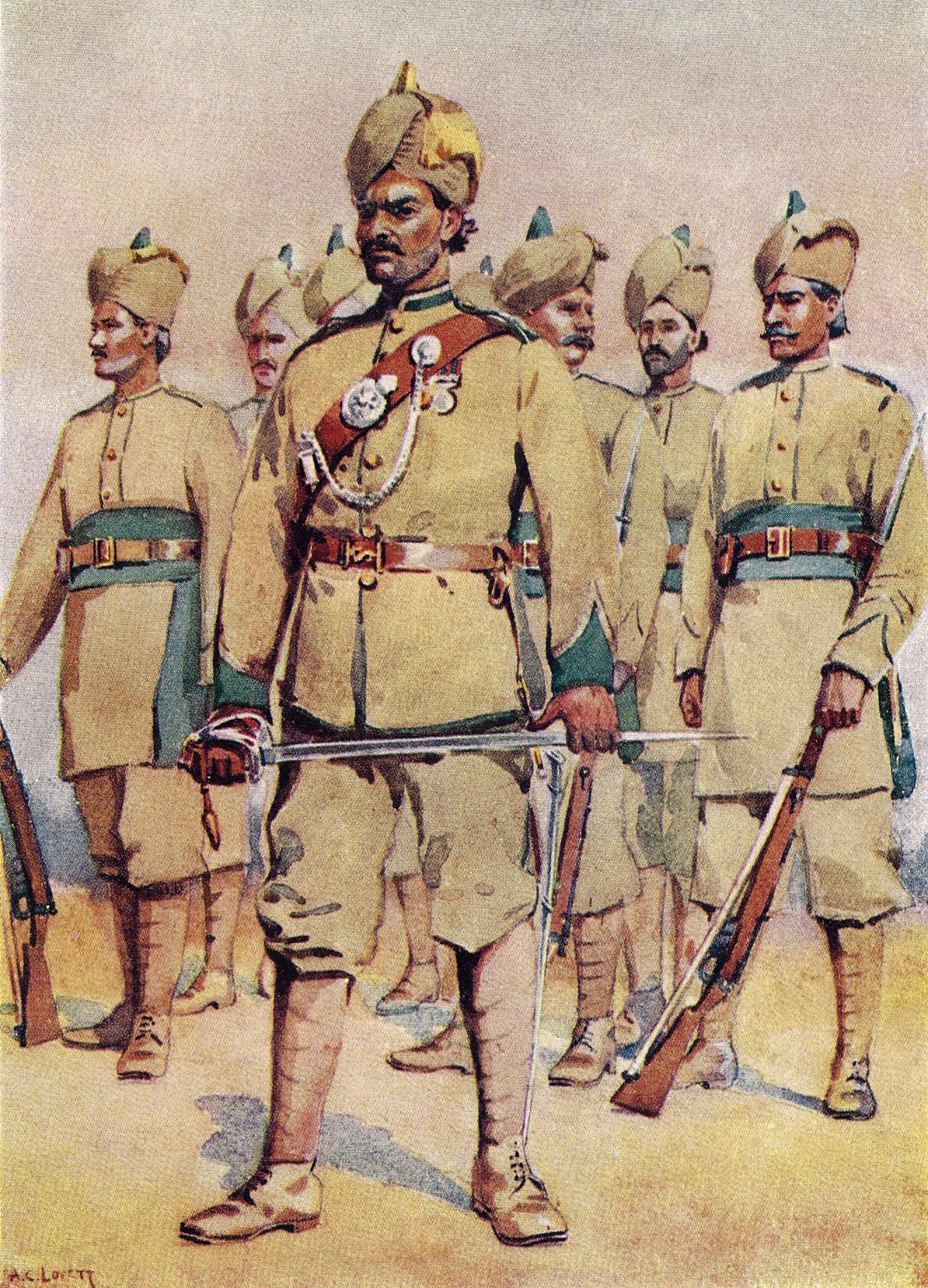
英印軍時代のパンジャーブ部隊将兵

JIS慣用色名において「カーキー」 として定義されている色は「茶色がかった黄色」と表現されるものであるが、軍服の色は国や時代によって差異があるため、現実には橙色に近いものから緑色に近いものまでかなりの幅を持って使われており、単一の色調を示す用語ではない。このため「砂色」「枯草色」などと呼ばれる場合もあり、「黄土色」や「オリーブ色」「ベージュ」なども広い意味でのカーキ色に含まれ、現代日本においてはいわゆるアースカラー全般を指す言葉となっている。
ただし、諸外国では後述する原義に基づくKhaki（砂色）のみをカーキと呼ぶ場合が多く、定義上の齟齬が生じる例がしばしばみられる。

## 歴史

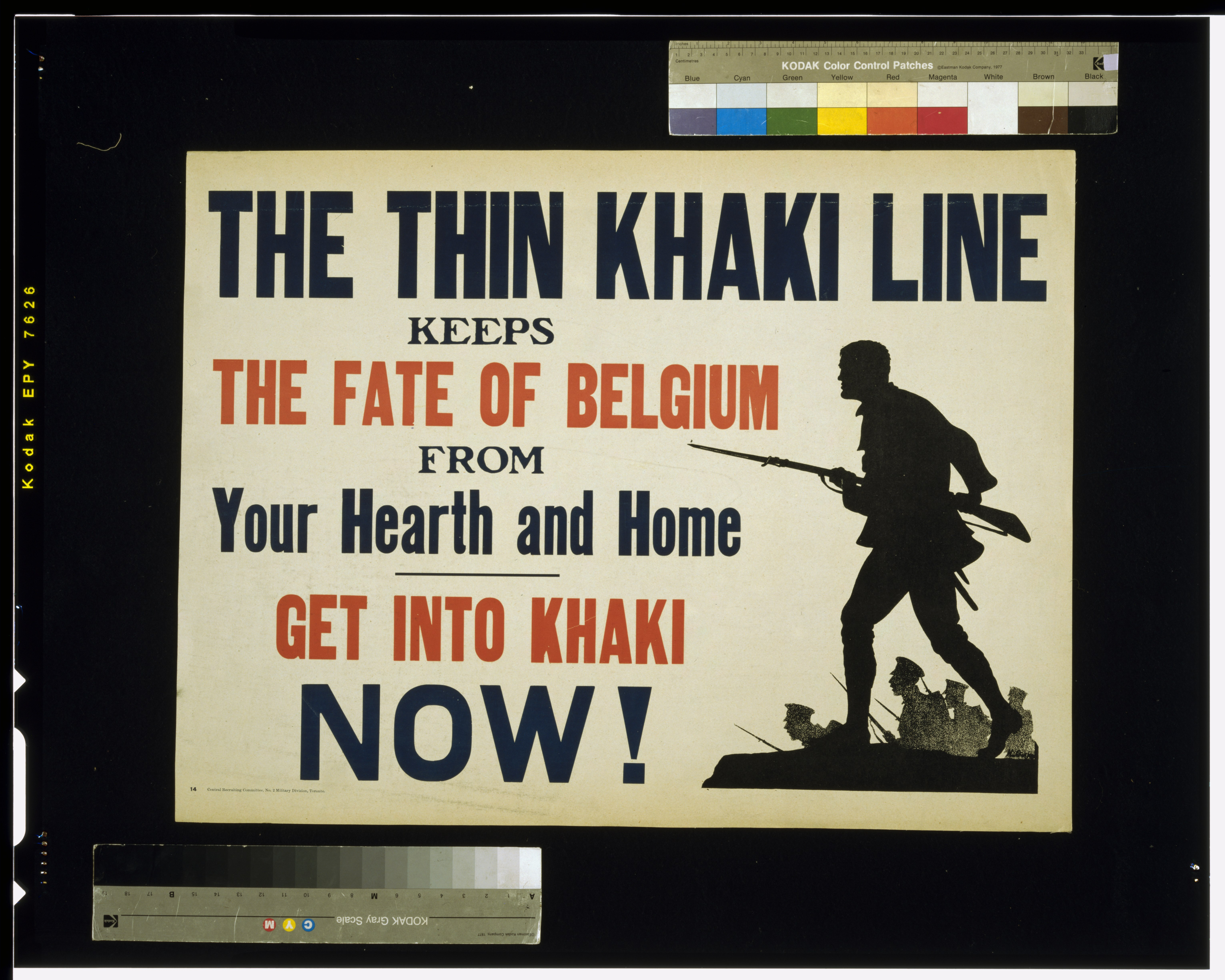
入隊を呼びかける勧誘ポスター
The thin khaki line は、かつてクリミア戦争で優勢な敵と戦った赤衣の将兵「the thin red line」をもじったもの（カナダ軍・第一次世界大戦時）

軍服としてのカーキ色は、19世紀半ばに植民地であるインドに駐留していた英印軍が、白い夏服の汚れを嫌って当地の土を用いて服を染め、それを現地語でカーキ と称したのが始まりであると言われている。その後、「軍服色」という意味合いで、森林地帯での戦闘を想定して採用された米軍のくすんだ濃緑色（オリーブドラブ） のこともカーキと呼ばれるようになり、英語圏でも色の定義が混同されるようになっていった。しかし、ヨーロッパ諸国の軍服に用いられる青やグレー系統の色 は、軍装色であってもカーキと呼ばれることはない。
「カーキ」という単語は現在も多くの国々で軍隊の代名詞として使用されており、例えば英語で“Get into khaki”と言えば軍に入隊するという意味になる。

## 日本におけるカーキ色

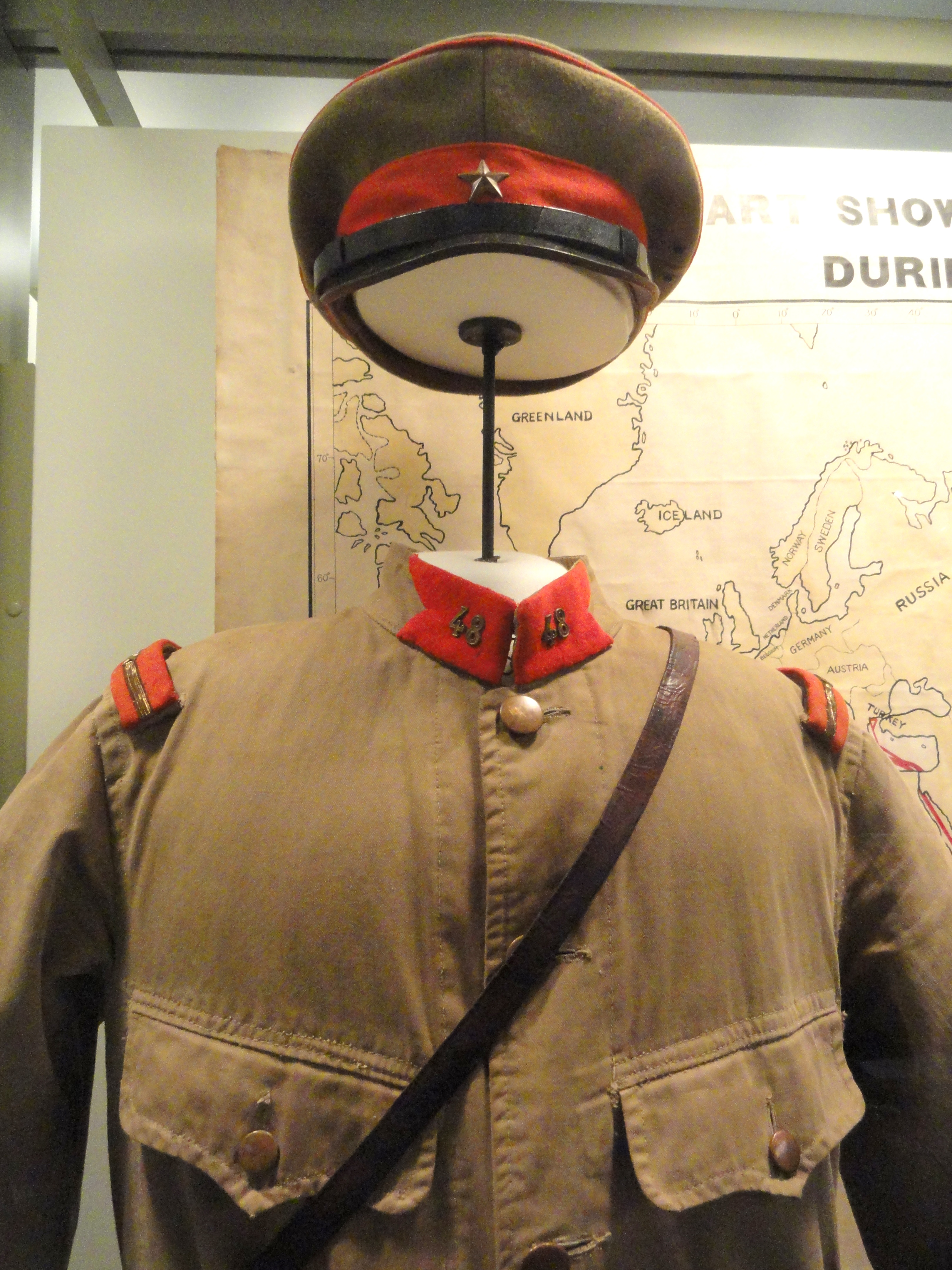
第一次世界大戦当時の日本陸軍軍服（明治45年制式・下士卒用夏衣）

日本では、1906年（明治39年）に陸軍がそれまでの濃紺に代えて採用した帯赤茶褐色（黄土色） がカーキ色として紹介された。これは当時の主戦場であった中国大陸の黄土の色に合わせたものである。このため日本語でカーキ色と言う場合には欧米のそれよりもかなり赤みの強い色を指すこともあり、旧制神戸一中および二中では、作業服などに用いられるオレンジ系の色 を「カーキ色」と称して学生服に採用している。なお、1920年（大正9年）以降の陸軍軍服に用いられるようになった帯青茶褐色 は「国防色」と呼ばれ、上記のカーキ色とは区別されることが多い。

## 近似色
- ライトカーキ
- ダークカーキ